# ساتيندرا ناث بوز
ساتيندرا ناث بوز (بالبنغالية: সত্যেন্দ্র নাথ বসু)‏، هو فيزيائي وعالم رياضيات هندي ولد ساتيندرا ناث بوز في 1 كانون الثاني - يناير من سنة 1894 في مدينة كلكتا بالهند وكان هو أكبر اخوته السبعة عمل بوز محاضرا بجامعة كلكتا في قسم الفيزياء ما بين عامي 1916 إلى عام 1921. وفي سنة 1921 التحق ساتيندرا ناث بوز بجامعة دكا (في بنغلادش) التي تأسست حديثا. قضى بوز في الفترة ما بين عامي 1924 إلى عام 1926 في أوروبا حيث كان يعمل مع لويس دي بروي وماري كوري والبرت اينشتاين. وبعد عودته من أوروبا إلى الهند في سنة 1926 بعدما أصبح بروفيسورا في الفيزياء. رجع بوز لمدينة دكا . حيث شغل منصب رئيس قسم الفيزياء والتعليم المستمر بجامعة دكا وقد استمر بوز في منصبه هذا إلى سنة 1945 بالإضافة لشغله منصب عميد لكلية العلوم بجامعة دكا لفترة طويلة. وفي سنة 1944 انتحب بوز الرئيس العام لمؤتمر العلم الهندي. بعدها عاد بوز إلى مدينة كلكتا عشية التقسيم الذي حصل بين الهند وباكستان حيث عمل استاذا بجامعة كلكتا إلى ان تقاعد في سنة 1956. وفي عام 1958 انتخب بوز زميلا في الجمعية الملكية. توفي ساتيندرا ناث بوز في 4 شباط - فبراير من سنة 1974 في مدينة كلكتا بالهند.

## روابط خارجية
- ساتيندرا ناث بوز على موقع الموسوعة البريطانية (الإنجليزية)
- ساتيندرا ناث بوز على موقع إن إن دي بي (الإنجليزية)